# Johanna Clas

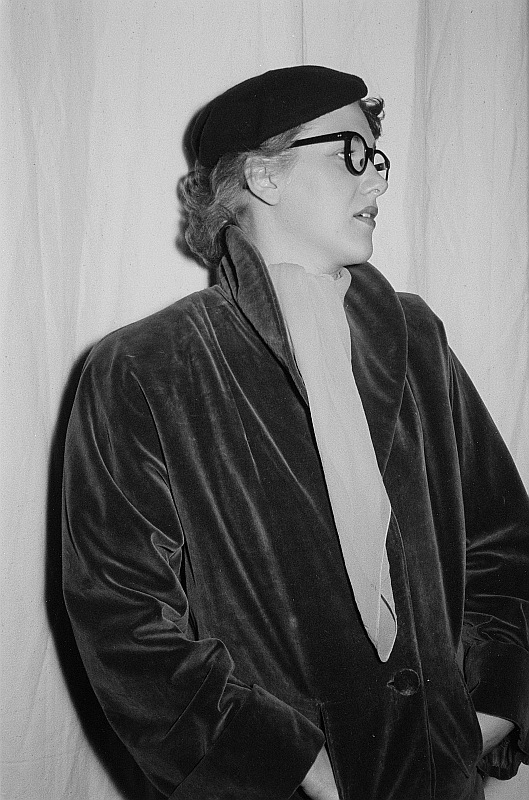
Johanna Clas (1954)

Johanna Clas (* 29. September 1931 in Erfurt; † 21. Oktober 2009 in Berlin) war eine deutsche Schauspielerin und Regisseurin.

## Leben
Clas erhielt in den frühen 1950er Jahren privaten Schauspielunterricht bei Konrad Gericke und Martin Flörchinger. Sie debütierte Anfang der 1950er Jahre am Theater der Jungen Welt in Leipzig. Ein weiteres Engagement in Leipzig hatte sie an den Städtischen Bühnen Leipzig. Sie trat 1954 als Skandaljournalistin im ersten Programm des Leipziger Kabaretts Die Pfeffermühle im Weißen Saal der Kongreßhalle Leipzig auf. Seit 1954 war sie am Theater der Freundschaft in Berlin engagiert.
Sie trat dort unter anderem in dem Märchenstück Die gestohlene Prinzessin von Fritz Alexander (November 1954–Januar 1956), in dem Schauspiel Wie der Stahl gehärtet wurde von Miroslav Stehlik nach dem Roman von Nikolai Alexejewitsch Ostrowski (Oktober 1955–Mai 1957), in der Kinderoper Mann und Frau im Essigkrug von Hertha Greef (Mai 1956–Juni 1957; Musik von Joachim Dietrich Link), in dem Märchenstück Die Schneekönigen von Jewgeni Lwowitsch Schwarz (November 1957–März 1959), in dem Volksstück Schwanda, der Dudelsackpfeifer von Strakonitz von Josef Kajetán Tyl (September 1956–April 1957), in dem Schauspiel Erste Liebe von André Birabeau (Januar 1957–Juni 1959), in der Komödie Der Lügner von Carlo Goldoni (September 1957–Juni 1958), in dem Theaterstück Die Gesichte der Simon Machard von Bertolt Brecht und in dem Märchen Das blaue Licht von Josef Stauder (November 1958–April 1959) auf.
Anschließend war sie lange Jahre (bis 1991) festes Ensemblemitglied am Deutschen Theater Berlin. Dort war sie auch als Theaterregisseurin tätig, unter anderem 1985 bei dem Theaterstück Lovers von Brian Friel.
Clas arbeitete auch für den Film und für das Fernsehen. Seit 1957 gehörte sie regelmäßig zum Schauspielerensemble des Deutschen Fernsehfunks. Seit Anfang der 1960er Jahre wirkte sie auch in zahlreichen DEFA-Filmen mit. Sie übernahm dort meist Rollen „strenger, herber Frauen, deren biografisches Hinterland sie mit wenigen Szenen umriss“. Eine wichtige Rolle hatte sie hierbei als Lilo in dem zeitgenössischen Liebesfilm Beschreibung eines Sommers (1962). 1962 spielte sie in dem Filmdrama Mord ohne Sühne, der die Geschichte des Justizirrtums im Fall von Josef Jakubowski erzählt, spielte Clas eine der Hauptrollen, die Frau des Oberlandjägers Lippert. Im Jahr 1963 nahm Clas mit dem Schauspielerensemble des Films in Palingen, dem Ort des Verbrechens, an der Einweihung einer Gedenkstätte für Jakubowski teil. In dem Kinderfilm Lütt Matten und die weiße Muschel (1963/1964) verkörperte sie, unter der Regie von Herrmann Zschoche, die Mutter des jungen Fischersohns Lütt Matten. In dem Kinder- und Jugendfilm Kaule (1967), einem Film über einen jugendlichen Straftäter, der auf dem Dorf einen neuen Lebensweg findet, verkörperte sie die Rolle der Tante Sophie.
Für das Fernsehen übernahm Clas auch Rollen in der Fernseh-Verfilmung klassischer Theaterstücke. Sie spielte unter anderem Gräfin Olivia in Was ihr wollt (1963) und Sittah in Nathan der Weise (1970). 1966 verkörperte sie in der Fernsehinszenierung des Theaterstücks Der arme Konrad von Friedrich Wolf die Rolle der Julica. 1978 war sie in der Fernsehinszenierung des Theaterstücks Ehe der Hahn kräht von Ivan Bucovcan (1921–1975) in der Rolle der Frau des Apothekers zu sehen.
Clas wirkte auch in zwei Folgen der DDR-Kriminalreihe Der Staatsanwalt hat das Wort mit. In der Folge Der Staatsanwalt hat das Wort: Auf der Rennbahn (1969) verkörperte sie Marion Callenberg, die Ehefrau von Dr. Callenberg; in der Folge Der Staatsanwalt hat das Wort: Vaterschaft anerkannt (1972) spielte sie die Ärztin Frau Dr. Erdmann.
Zu ihren späteren Filmrollen gehörte die Gräfin Visconti in dem Spielfilm Der Geisterseher (1987; nach Motiven des gleichnamigen Romansfragments von Friedrich Schiller) und die Frau Grottenbast in dem Nachkriegsfilm Einer trage des anderen Last ….
Gelegentlich war Clas auch für das Fernsehen auch als Regisseurin tätig, so 1981 bei dem DDR-Fernsehspiel Bau’n se billig, Schinkel. In den 1980er Jahren unterrichtete sie zeitweise als Gastdozentin für Schauspiel an der Staatlichen Schauspielschule Berlin. Zu ihren Schülern gehörte auch der Schauspieler Alexander Weichbrodt.
1975 lieh Clas für die DDR-Synchronisation des japanischen Spielfilms Die blinde schwertschwingende Frau (1969) ihre Stimme der japanischen Schauspielerin Misako Tominaga. In dem Hörspiel Die Ballade vom Lederstrumpf, nach Motiven des Romanzyklus Lederstrumpf, das bei dem Schallplattenlabel LITERA veröffentlicht wurde, sprach Clas 1977 die Rolle „Alte Irokesenfrau“.
Nach Aussage von Ulrich Mühe in einem Spiegelinterview vom 20. März 2006 war Johanna Clas (Johanna Claas) durch das Ministerium für Staatssicherheit als Inoffizieller Mitarbeiter auf ihn angesetzt.

## Filmografie (Auswahl)
- 1955: Die gestohlene Prinzessin (Fernsehfilm)
- 1957: Generationen (Fernsehfilm)
- 1959: Ultimatum (Fernsehfilm)
- 1960: Steine im Weg (Fernsehfilm)
- 1960: Das krumme Gewerbe (Fernsehfilm)
- 1962: Mord ohne Sühne
- 1962: Das zweite Gleis
- 1963: Beschreibung eines Sommers
- 1964: Lütt Matten und die weiße Muschel
- 1965: Entlassen auf Bewährung
- 1967: Kaule
- 1968: Die Nacht im Grenzwald
- 1969: Der Staatsanwalt hat das Wort: Auf der Rennbahn
- 1972: Der Staatsanwalt hat das Wort: Vaterschaft anerkannt
- 1973: Eva und Adam (TV-Vierteiler)
- 1974: Kalina Krassnaja – Roter Holunder
- 1974: Die Frauen der Wardins (Fernseh-Dreiteiler)
- 1977: Die Flucht
- 1980: Die Verlobte
- 1980: Seitensprung
- 1981: Bau’n se billig, Schinkel (Fernsehspiel; Regie)
- 1982: Das Fahrrad
- 1982: Sabine Kleist, 7 Jahre…
- 1983: Die traurige Geschichte von Friedrich dem Großen (Theateraufzeichnung)
- 1985: Die Rundköpfe und die Spitzköpfe (Theateraufzeichnung)
- 1987: Der Geisterseher
- 1988: Einer trage des anderen Last …
- 1991: Der Verdacht

## Theater
- 1955: Vera Ljubimowa: Schneeball – Regie: Josef Stauder (Theater der Freundschaft)
- 1955: Miroslav Stehlik nach Nikolai Ostrowski: Wie der Stahl gehärtet wurde – Regie: Josef Stauder (Theater der Freundschaft)
- 1956: Herta Greef: Mann und Frau im Essigkrug – Regie: Hans-Dieter Schmidt (Theater der Freundschaft)
- 1956: Josef Kajetán Tyl: Schwanda, der Dudelsackpfeifer von Strakonitz – Regie: Josef Stauder (Theater der Freundschaft)
- 1958: Josef Stauder: Das blaue Licht – Regie: Lutz Friedrich (Theater der Freundschaft)
- 1961: Günter Weisenborn Die Illegalen (Lill) – Regie: Ernst Kahler/Horst Drinda (Deutsches Theater Berlin – Kammerspiele)
- 1962: Friedrich Schiller: Wilhelm Tell (Hedwig) – Regie: Wolfgang Langhoff (Deutsches Theater Berlin)
- 1963: Leo Tolstoi: Krieg und Frieden (Lisa) – Regie: Wolfgang Heinz/Hannes Fischer (Volksbühne Berlin)
- 1963: Michael Mansfeld: Einer von uns (Generalstochter) – Regie: Ottofritz Gaillard/Hans-Dieter Meves (Volksbühne Berlin – Theater im 3. Stock)
- 1967: Horst Salomon: Ein Lorbaß – Regie: Benno Besson (Deutsches Theater Berlin)
- 1969: Werner Heiduczek: Die Marulas (Ruth Marula) – Regie: Dieter Mann (Deutsches Theater Berlin)
- 1970: Isaak Babel: Maria – Regie: Adolf Dresen (Deutsches Theater Berlin – Kammerspiele)
- 1974: Johann Wolfgang von Goethe: Die Geschichte Gottfriedens von Berlichingen mit der eisernen Hand (Frau von Helfenstein) – Regie: Horst Schönemann (Deutsches Theater Berlin)
- 1984: Federico García Lorca: Yerma (Schwägerin) – Regie: Klaus Erforth (Deutsches Theater Berlin – Kammerspiele)